# Nasza TV
Nasza TV – polska stacja telewizyjna działająca w latach 1998–2000. Stacja rozpoczęła działalność 17 stycznia 1998 roku, na początku miała 10 stacji nadawczych w środkowej Polsce. Jej właścicielem była spółka Polskie Media S.A..

## Historia
Koncesję na tzw. sieć centralną, obejmującą swoim zasięgiem m.in. Warszawę, Łódź, Chełm i Siedlce spółce Polskie Media S.A. KRRiT przyznała 20 marca 1997 roku - właścicielami spółki byli pierwotnie m.in. Henryk Chodysz, Janusz Wójcik, Iwona Buchner, January Gościmski, Lech Jaworowicz, Leonard Praśniewski i Tadeusz Przeździecki, przy czym sama spółka Polskie Media wcześniej zainteresowana była przejęciem Polonii 1. Jej program miał być skierowany do rodzin, w nim znaleźć się miały filmy i seriale oraz różne audycje poradnikowe. Stacja przed startem podpisała porozumienie z telewizją Antena 1  w sprawie współpracy programowo-reklamowej (ostatecznie Antena 1 nie otrzymała koncesji), a jej dyrektorem programowym został Andrzej Zaporowski, były dziennikarz TVP. Przed rozpoczęciem emisji koncesja stacji została rozszerzona o nadajniki m.in. w Białymstoku, Kaliszu, Kielcach, Krakowie, Olsztynie i Radomiu.
Stacja w systemie emisji naziemnej i sieciach kablowych docierała początkowo do 47% gospodarstw domowych. Od 12 września 1998 roku współpracowała z telewizją RTL 7, nadając wspólne pasmo programowe, co wzbudziło sprzeciw KRRiT z powodu nieposiadania koncesji naziemnej przez RTL 7. Prawomocność koncesji stacji podważył Naczelny Sąd Administracyjny, w związku z czym KRRiT uchyliła ją 26 maja 1998 roku, przyznając stacji poprawioną wersję koncesji 2 lutego 1999 roku. Została ona później rozszerzona o nadajniki w Bytowie, Gdańsku i Szczecinie.
W maju 1999 roku prezes stacji, Henryk Chodysz planował sprzedaż udziałów w stacji grupie SBS - plany te zostały jednak zablokowane przez współudziałowców stacji powiązanych z telewizjami TVN i Polsat, natomiast 1 czerwca z powodu zalegania od grudnia 1998 roku z opłatami operatorowi nadajników stacji, radomskiej spółce RSTV sygnał stacji został wyłączony, a stacje sieci TV Odra, poprzednio retransmitujące program Naszej TV, podjęły retransmisję Polsatu 2. 3 czerwca 1999 sygnał Naszej TV został przywrócony poprzez platformę cyfrową Wizja TV i sieć PTK, a stacja uruchomiła ponownie nadajniki naziemne. W październiku 1999 roku wysokość długu stacji przekroczyła 60 milionów złotych, w związku z czym jeden z jej wierzycieli złożył wniosek o upadłość stacji.
1 kwietnia 2000 roku, po przejęciu spółki Polskie Media S.A. przez nowych akcjonariuszy związanych z Polsatem, stacja zmieniła nazwę na TV4.
Na antenie Naszej TV emitowano m.in. teleturniej Sto plus jeden, który powstał w oparciu o brytyjski program o nazwie Whittle (początkowo Everybody’s Equal). Jego produkcją zajmowały się Euromedia TV i Grundy International.